# 前287年
| 千纪： | 前1千纪 |
| 世纪： | 前4世纪 \| 前3世纪 \| 前2世纪 |
| 年代： | 前310年代 \| 前300年代 \| 前290年代 \| 前280年代 \| 前270年代 \| 前260年代 \| 前250年代                                                                                  |
| 年份： | 前292年 \| 前291年 \| 前290年 \| 前289年 \| 前288年 \| 前287年 \| 前286年 \| 前285年 \| 前284年 \| 前283年 \| 前282年                                                    |
| 纪年： | 周赧王二十八年 魯後文公十六年 齊湣王十四年 趙惠文王十二年 魏昭王九年 韓釐王九年 秦昭襄王二十年 楚頃襄王十二年 宋康王四十二年 衛懷君六年 燕昭王二十七年德米特里一世二十年 |

## 大事记
- 罗马共和国通过新法律霍尔腾西法（英语：Lex Hortensia），赋予平民大会更多权力。
- 秦攻魏，拔新垣及曲陽。
- 德米特里一世率軍入侵安那托利亞，並奪取了利西馬科斯的呂底亞和卡里亞領地，但遭到利西馬科斯之子阿加托克利斯率軍包夾，德米特里一世被迫一路逃竄，最後退入塞琉古的敘利亞領地。

## 出生
- 阿基米德，古希腊哲学家，数学家、物理学家（前212年逝世）。